# Большая пайка
«Большая пайка» — основанный на фактах реальной биографии российского олигарха Бориса Березовского дебютный роман Юлия Дубова 1999 года. В 2000 году роман вошёл в «тридцатку» премии «Smirnoff-Букер». В 2002 году по роману снят фильм «Олигарх». В 2005 году автор написал продолжение.

«Большая пайка» — это большое, 800-страничное, очень масштабное полотно о начале русского бизнеса. Главный сюжет заключается в том, как люди в эпоху «большого хапка», в эпоху первоначального накопления теряют себя, теряют дружеские связи, гибнут в конечном итоге… 
Но помимо сюжета вот этого «большого хапка» и перерождения, там есть другой сюжет, внутренний, гораздо более сложный и важный…— литературный критик Дмитрий Быков, 2017 год
В лагере убивает большая пайка, а не маленькая.
Буржуазия, повсюду, где она достигла господства, разрушила все феодальные, патриархальные, идиллические отношения...
 В ледяной воде эгоистического расчёта потопила она священный трепет религиозного экстаза, рыцарского энтузиазма, мещанской сентиментальности.

## Создание
Роман написался сам собой. В тихие утренние часы. Я вообще-то жаворонок. В качестве же читателя я представлял себя — писал, пока мне самому было интересно читать то, что получается. Потом дал почитать жене. Потом отнёс в «Вагриус»
Автор романа Юлий Дубов в 1977—1992 годах работал в Всесоюзном институте системных исследований, а затем генеральным директором компании «ЛогоВАЗ». В 2002 году выехал из России, был объявлен в международный розыск, в 2003 году получил политическое убежище в Великобритании. В 2009 году признан российским судом в составе группы виновными в хищении 140 млн рублей ЛогоВАЗа и АвтоВАЗа.
Причину создания автор книги объяснил так: «Написал я её потому, что потрясение от смены обстановки по сравнению с тихой академической работой было невероятно сильным и ни разу не испытанным мною ни до попадания в „ЛогоВАЗ“, ни после ухода оттуда. Это было настолько некомфортно, непривычно, временами просто жутко, что порой хотелось просто кричать в голос. Но это как-то не по-мужски, поэтому я и написал „Пайку“».
По его словам, роман написан им за три года, без отрыва от работы гендиректором «ЛогоВАЗа», писался обычно утром.
Литературная обработка текста — сотрудника издательства «Вагриус» писателя-фантаста Виталия Бабенко, как отметил автор, Бабенко «довёл рукопись до окончательного состояния».
В интервью автор отметил:

Одним из ключевых источников для «Пайки» является известный в основном только специалистам парадокс, а именно — теорема лауреата Нобелевской премии Кеннета Эрроу. Она утверждает, что единственное рациональное правило, по которому могут приниматься коллективные решения, — это диктатура. Эрроу обнаружил, что, собрав людей и заставив их голосовать, вы не застрахованы от совершенно идиотских результатов. Коллективный выбор будет универсальным, ответственным и разумным только тогда, когда он осуществляется одним-единственным человеком из данного коллектива при полном игнорировании мнения остальных. Математический, между прочим, факт. Популяризацией теоремы Эрроу в книге занимается далёкий от науки человек, чекист Фёдор Фёдорович.

## Издания
Вы знаете, про «Большую пайку» вообще не думал, что её кто-то прочтёт. Я был настолько счастлив, что она вышла. Я и не думал, что будет продано больше двухсот тысяч экземпляров.
Впервые книга была издана небольшим тиражом и презентована в 1999 году, затем, после сокращения редактурой, издана в издательстве «Вагриус».
- Большая пайка. — М.: Вагриус, 2000—555 с. — ISBN 5-264-00185-5. — тираж 51000 экз.
- Большая пайка. — 2-е изд. — М.: Вагриус, 2002. — 816 с. — ISBN 5-264-00883-3.
- Большая пайка. — 3-е изд. — М.: Вагриус, 2005. — 816 с. — ISBN 5-9697-0147-5. — Тираж: 5000 экз.
- Собрание сочинений в четырёх томах — М.: Книжный клуб «Книговек»: Терра, 2013
- Большая пайка. — Первое полное авторское издание. — Лондон: Freedom Letters, 2024. — 792 с. — ISBN 9781326897802

В 2002 году издательством «Вагриус» был выпущена аудиокнига, время записи: 21 ч. 26 мин., чтец — Ю. Н. Забровский.
Подмечено, что первое издание книги 2000 года напечатано тиражом в 51 тысячу экземпляров — аналогия с 51 % контрольного пакетом акций.

## Основа и прототипы
Мне практически ничего не пришлось выдумывать. Я бы сказал так: в книге всё — правда, одна только правда, но не вся правда. Зато удалось избежать вранья.
В предисловии к роману автор указал, что вымышленных событий в романе нет: «ни одно из описанных здесь событий не придумано. Признаюсь, однако же, что определённые вольности я себе позволил», но эти события происходили в разное время и с разными людьми, не связанными между собой, и ему понадобилось что-то поменять, а что-то додумать, из желания объединить всё в одном сюжете.
В частности, по словам автора, ему лично известно предприятие, использовавшее финансовую схему «Мельницы», а также реально имел место и эпизод из романа, который можно назвать «венской драмой», но описанные события произошли не в Австрии, а «в другой европейской стране».

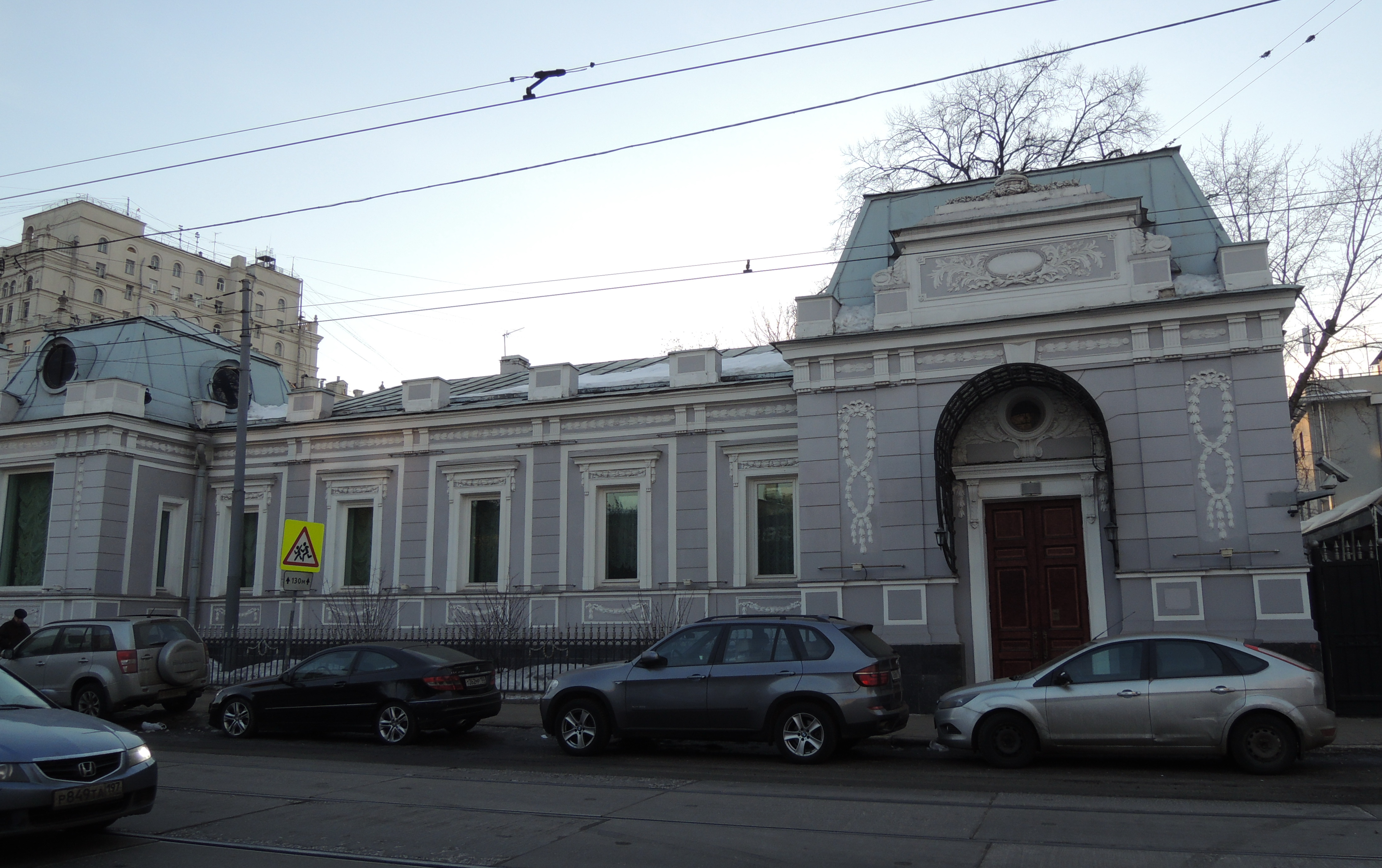
Адрес клуба «Инфокара» в романе не указан, но в реальности его и так знала вся Москва — Новокузнецкая, 40, дом приёмов ЛогоВАЗа. Возле этого дома в июне 1994-го было совершено покушение на Березовского.

Интересная книжка, я там узнавал всех! Я был на первом собрании, где Березовский предложил скинуться деньгами и создать ЛогоВАЗ. Это было летом или в начале осени 1988 года, в кафе «Атриум» на Ленинском. На этой встрече было человек пять-шесть. Причём Юлика Дубова, который про это пишет, тогда и близко не было, он появился намного позже!

Что касается персонажей, особо хочу подчеркнуть: реально существующих людей в этой книге нет, — хотя я полностью отдаю себе отчёт в том, что каждый, дочитавший эту книгу до конца, немедленно начнёт называть фамилии и тыкать пальцем в ту или иную фирму. Кажется, я даже знаю — в какую. Не надо этого делать.— автор романа Юлий Дубов, из предисловия к роману
Прототип главного героя Платона Маковского — Борис Березовский — как отметил в интервью автор: «Мой персонаж, который, как мне кажется, списан с него довольно точно» и «определённые черты характера удалось, как мне кажется, передать адекватно. Портретные характеристики, говорят, тоже удались. Я попытался изобразить размазанность Березовского по пространству. Те, кто его хорошо знают, говорят, что получилось».
Борис Березовский в интервью на вопрос, насколько его реальная биография близка к судьбе литературного героя, говорил, что не читал романа, но после просмотра экранизации ответил: «там есть то, что почти полностью совпадает с моей жизнью, а есть то, что является неким обобщением происходившего». Критикой неоднократно подмечено, что в эмиграции Борис Березовский пожелал назваться именем главного героя романа «Большая пайка», как бы намекая на связь с этим персонажем, и ему был выдан британский паспорт на имя Платона Еленина.
Как отмечали критики, за каждым героем произведения стоит реальный, более-менее узнаваемый прототип, например, в любовнице Маковского угадывается жена Березовского Елена (Елена Горбунова); в Викторе — университетском товарище и партнёре по бизнесу Платона Маковского, покончившем с собой — заместитель директора «ЛогоВАЗа» Михаил Гафт; в герое афганской войны, безногом полковнике Беленьком, — председатель Российского фонда инвалидов Афганистана, убитый в ноябре 1994 года Михаил Лиходей. В персонаже «Папа», как предполагается, выписан Коржаков.
Прототип героя Ларри Теишвили, ближайшего соратника главного героя, обладающего связями в криминальной среде, — Бадри Патаркацишвили, в то же время критикой отмечено: «Вряд ли автор делал это сознательно, но вышло так, что Ларри сильно смахивает на товарища Сталина: умение незаметно расставить на ключевых постах своих людей, мёртвая хватка, не знающая моральных преград жестокость и в довершение всего грузинский акцент». По поводу этого персонажа сам автор романа ответил так:

— Ларри — демоническая фигура. Его прототип (а ходят слухи, что это Бадри Патаркацишвили) действительно такое чудовище?
— Ну это вы перегнули. Сталин он и есть Сталин. Почему же обязательно чудовище?
Прототипом условного протагониста главного героя романа — чекиста Фёдора Фёдоровича — критики называют Владимира Владимировича Путина.
Алексей Колобродов обратил внимание на текстуальное совпадение одного фрагмента изданного в 1999 году романа «Большая пайка» и вышедшей в 2001 году книги «Олигархи» американского журналиста, в 1995—2001 годах главы Московского бюро газеты «Вашингтон пост» Дэвида Хоффмана:
| текст романа Юлия Дубова | текст книги Дэвида Хоффмана |
| --- | --- |
| Читает Фёдор Фёдорович так называемую «оперативную информацию»: организованное преступное сообщество, хищения, контрабанда, особо крупные, отмывание, далее — убийства и т. д. Финал разговора: «— Достаточно? — спросил Фёдор Фёдорович, оторвавшись от бумаг. Платон кивнул. — Не хватает кое-чего. (…) Вы бы им подсказали, Фёдор Фёдорович. Если они этим займутся, вы лично вполне ценной информацией могли бы поделиться. Если, конечно, решат вас допросить. И ещё. Хотелось бы на последнюю страницу взглянуть, там, где подпись. Под этой бумажкой не Василий ли Иннокентьевич Корецкий, ваш покойный коллега, подписался?» | «А теперь я должен кое-что сказать тебе», — сказал Путин. Он открыл папку и начал монотонно читать. Березовский не помнил точных слов, но суть сводилась к тому, что ОРТ коррумпировано и управляет им только один человек, Березовский, взявший все деньги под свой контроль. Березовский вспомнил о своём злом гении, о Примакове. Документ был явно подготовлен в рамках кампании, проводившейся против него в прошлом году Примаковым. Это задело Березовского. «Там внизу стоит подпись Евгения Максимовича Примакова? — спросил Березовский Путина. — Зачем ты мне это читаешь?». |

В рецензии на книгу в 2000 году в газете «Коммерсантъ» журналист Юрий Калашнов так определил попытки определения прототипов книги:

Реальный Борис Абрамович отличается от литературного Платона Михайловича, как Дед Мороз отличается от Санта-Клауса. Дальнейшая игра в разгадки становится просто бессмысленной. Это во-первых. Во-вторых, когда общее число задействованных в романе персонажей переваливает за второй десяток, игра становится ещё и неперспективной: разгадать всё до конца способны лишь люди, работавшие на ЛогоВАЗе с первых дней его основания. Ну а в третьих, в какой-то момент эти загадки становятся попросту скучными.
В прототипе Ахмеда угадывается Магомед Исмаилов, с 1989 по 1994 г. заместитель по безопасности генерального директора АО «ЛогоВАЗ».
Прототип папы Гриши — Александр Зибарев, заместитель генерального директора по экспорту и техническому обслуживанию автомобилей Волжского автомобильного завода.

## Критика
Роман вошёл в «тридцатку» премии «Smirnoff-Букер» 2000 года.
Книга вызвала много оценок и критических отзывов, при этом не всегда возможно отделить оценку критиками романа как литературного произведения, от оценки описываемых событий и личности прототипа главного героя, и точки зрения автора на них. Кроме того, критика книги иногда смешивается с критикой экранизации.
Книга вызывала расхождения рецензентов в определённых взглядах на неё, также замечено, что в продолжении книги автор имел в виду рецензии на первую часть:

Проницательный критик Виктор Топоров в посвящённой «Большой пайке» статье «Гибель богов, или Золото матушки Волги» пытается разобраться в мотивациях Дубова-писателя:
«Единственным правдоподобным мотивом написания „Большой пайки“ является стремление объясниться с миром, причём в первом лице множественного числа: вот мы какие! Здесь мы стоим, и не могём иначе! Объясниться, по возможности оправдаться (ничего, однако же — но тоже только по возможности, — не приукрашивая и не пропуская), но заодно и возвыситься в наших глазах (а уж в собственных — и подавно)».

Виктор Леонидович, на мой взгляд, справедлив несколько абстрактно — в последнем пассаже и в полемическом задоре теряя твёрдое дно романного текста. Чего-чего, а грубого самодовольства победителей у Дубова явно не просматривается. Он прекрасно понимает, что моральные претензии по адресу его героев вполне имеют место быть. Потому, уже в «Меньшем зле», охотно вступает в перекличку с рецензией Топорова.— Алексей Колобродов
Примечательно, что сам прототип главного героя — Борис Березовский не считал книгу литературой:

Знаете, сколько всего про меня написали? Я начал читать «Большую пайку», прочитал сто страниц и бросил. Знаете, почему бросил? Потому что не считаю, что это литература. Ну вот прочитаю я эту книжку, но что я переживу дополнительно? К тому же, как сказал мне Дубов, он останавливается где-то в 1994 году.

### Литературоведческая критика
Профессиональные литературоведы оценили книгу и как резко отрицательно:

О художественных же достоинствах книги много говорить не приходится — она находится вблизи нуля той шкалы, на которой далёким недосягаемым эталоном располагается булгаковский текст. … Набор имён основных действующих лиц — Виктор Сысоев, Муса Тариев, Ларри Теишвили, Сергей Терьян и Марк Цейтлин — напоминает этническую политкорректность постановщика «Кавказской пленницы», в начале фильма отказавшегося назвать республику, где происходит действие, «чтобы не обижать… другие республики». Фамилия же главного героя «Большой пайки» Платона вообще не называется. Правда, ближе к концу автор проговаривается, что семья Платона пострадала во время «борьбы с космополитизмом».— литературный критик Сергей Чупринин, литературный журнал «Знамя», 2005 год
Так и вполне положительно — в 2017 году литературовед Дмитрий Быков, заметив в начале рецензии, что «Дубов мне друг, я совершенно не собираюсь этого скрывать» назвал автора романа — «маститый автор, действительно крупный писатель», посвятил книге одну из передач в цикле «Сто лекций с Дмитрием Быковым» на телеканале «Дождь», где назвал «Большую пайку» — «большое, 800-страничное, очень масштабное полотно о начале русского бизнеса», и определив жанр как сочетающий черты романа экономического и романа воспитания, отметил:

Нельзя не сказать о том, что из всех романов девяностых годов это самый увлекательный. Поэтому роман написан сухо, компактно, с математическим изяществом формулировок, он очень смешной, весёлый, таким сардоническим чёрным юмором пронизан. Но при всём при этом юморе, при этой жестокой насмешке, конечно, это сентиментальная книга. Этих людей, этих героев семидесятых-восьмидесятых, которые читали Стругацких, пели Галича, собирались друг у друга на кухнях, их Дубов любит, поэтому книга написана с огромной любовью.

Главные же её достоинства — это скорость развёртывания сюжетов, удивительно точные диалоги, умение рассыпать везде, расставить хуки, вот эти крючки, чтобы зацепки читателя всё время какие-то подёргивали, чтобы он интересовался, начать с конца, чтобы люди уже знали, чем всё закончится, вообще очень профессионально написанный роман.
При этом рядом критиков был замечен ницшеанский дух романа, но именно романа, а не его героев:

Дубов, один из основателей «ЛогоВАЗА», сочинил свой увесистый кирпич о чёрной романтике русского бизнеса явно не для того, чтобы он лёг в основание легенды о Борисе Абрамовиче. Платон — лицо собирательное, более всего, надо полагать, похожее на самого Юлия Дубова (обратите внимание на античные имена: Юлий-Платон), но с некоторыми чёрточками и чертовщинками бывших друзей автора. Уже в книге действовал некий олицетворённый дух, некая квинтэссенция бессмысленной экспансии, некий «дубовый листок», что оторвался «от ветки родимой» (см. стих М. Лермонтова) и рвётся владеть миром, поскольку владеть своей безумной душой он не может.— Татьяна Москвина

Литературная ценность этого произведения заключена, на мой взгляд, в том, что сам автор выступает на его страницах ребёнком-ницшеанцем, лепечущим о том, что ему известно, и не понимающим, что лепет его способен внушить страх.— Анна Козлова

Чего-чего, а грубого самодовольства победителей у Дубова явно не просматривается, он меньше всего напоминает счастливого сверхчеловека — отнюдь не ницшеанское упоение, но экклезиастова горечь преобладает в его интонации.— Алексей Колобродов
Жанр книги обычно определяют как «производственный роман»:

«Большая пайка» — производственный роман на прочном фундаменте драмы отношений, форсайты эпохи первоначального накопления. Бандитский экшн с трупами и композиционными прибамбасами (немного Расёмон, немного — постмодерн), восходящий не столько к Драйзеру, Фицджеральду и Марио Пьюзо, сколько к революционным эпосам советских двадцатых — от Бабеля до Шолохова (лыко в строку — вводные новеллы, сделанные в технике сказа и «остранения»). Плюс — интеллигентская мифология и подсознанка а-ля 60—70-е.— Алексей Колобродов

Такие книги в советские времена называли производственными романами. «Большая пайка» подкупает как раз ощущением достоверности в чём-то главном и помогает понять многое из того, что произошло со всеми нами за эти годы. Наиболее нравственным, наиболее человечным среди всей компании оказывается сотрудник «компетентных органов» Фёдор Фёдорович.— Ада Горбачёва, литературный журнал «Знамя», 2001 год
Как дважды повторил Алексей Колобродов: среди числа образцов творчества типа уже сложившегося жанра «олигархическая литература» к литературе что-либо отнести затруднительно, за единственным исключением — книги Юлия Дубова. А по мнению Михаила Веллера: «„Большая пайка“ — лучший роман о русском бизнесе и новой эпохе».
Юрий Калашнов отметил закрученность сюжета книги, и его самоценность и не в связи с Березовским и другими прототипами:

Куда интереснее кроссворд самого сюжета. Вот, например, некоторые загадки, разбросанные по первой части книги. Кто был в номере у Ленки в первую ночь проведения I Международной школы-семинара молодых учёных по проблемам автоматизации? Как правило, на эти и им подобные вопросы автор даёт чёткие ответы. Однако делает это через пять, десять, сто, а иногда даже двести страниц — в полном соответствии с законами построения завлекательного детективного сюжета. Этот сюжет страницы с сотой захватывает окончательно. Тогда же начинаешь понимать смысл выбора в качестве эпиграфа к роману цитаты из «Манифеста Коммунистической партии»
Дмитрий Губин отметил особенность языка и стиля автора, бывшего в 1970—1980-х советским научным сотрудником:

Интонация Дубова — это интонация поколения научных сотрудников, защитивших диссертации в 1970-х, друживших с художниками и фарцовщиками, умевших изложить почерпнутое в разговорах побасенками, как Веллер излагал это в «Легендах Невского проспекта».

### Оценка изображения событий и героя-прототипа романа
Негативную (зачастую — резко негативную) оценку изображения в романе Березовского и событий с ним связанных, как приукрашивающему реальность, давали многие журналисты:

Лучшее, что было написано о Березовском — книга его друга и компаньона Юлия Дубова «Большая пайка». Честно и во многом документально раскрывая внутренние трагедии научных сотрудников 80-х начала 90-х, и жестокость этого бизнеса, книга существенно, и, как представляется, сознательно приукрашивает мотивацию и характер их действий, причём не только на первом, но и на всех этапах «накопления капитала».— Михаил Делягин, 2016 год

Достаточно вспомнить книгу Юлия Дубова «Большая пайка». Она наверняка отцензурована героями повествования, но даже в таком виде является документом, который подшивают к уголовному делу. Документальная проза, картинки с натуры. Дубов не великий писатель, вряд ли многое мог придумать. Меня поразила степень отмороженности выведенной в «Большой пайке» корпорации. Мало кто отважится рассказать о себе такое. А Боре всегда было свойственно на голубом глазу делать отвязные заявления. Периодически Остапа несло…— Михаил Леонтьев, 2013 год

Конечно, фигура Платона у Дубова получилась совершенно лубочной. … В книге Дубов пытается показать так называемое человеческое лицо этих монстров. Увы, у них нет человеческого лица. Они живут в совершенно другом измерении.— Алекс Экслер, 2002 год
Журналист Олег Утицин, писавший на криминальные темы в 90-х годах, в статье о махинации с получением ЛогоВАЗом трёх тысяч автомобилей и контроля над заводом, описанной также в книге Юлия Дубова, подметил: «И что бы там ни рассказывали о великой хитрости ума Березовского создатели книги „Большая пайка“ и фильма „Олигарх“, взять товар и не заплатить за него — большого ума не надо. А вот наглости…».
Алексей Колобродов в 2016 году, уже после смерти Бориса Березовского, когда «мы увидели достойный персонажа финал», заметил, что по итогу — герой романа соответствует прототипу:

Реальный Березовский лишь тускло мерцает — есть какое-то загадочное несоответствие между субъектом воспоминаний и результатами его деятельности. А видимо, не было никакого прорыва. Было другое — морок, принявший обличье успешного бизнесмена, инфернальный стык, когда внутренняя пустота средней руки интригана и шармера вдруг вступает в плодотворный и опасный резонанс с опустевшим пространством, зачищенным от морали, больших идей, героев и конвенций…. Любопытно, что и в художественном виде Березовский, строго говоря, не получался. … В романах Юлия Дубова отлично выписанные, рельефные персонажи дежурно восхищаются «гением Платона», который ну совершенно пустое место.

## Экранизация
— Так что ты «Олигарха» не стал снимать?
— Я книжку прочитал, «Большая пайка», и она мне очень понравилась. Понимаешь, книжка про то, как друзья друга сдают из-за денег. Понимаешь, да? Вот мне это интересно. А кино «Олигарх» – про другое совершенно.
Мне книга понравилась гораздо больше фильма, она представляется гораздо богаче, просто гораздо познавательнее и умнее.
В 2002 году режиссёром Павлом Лунгиным была снята экранизация романа — фильм «Олигарх».
Автор романа Юлий Дубов критически отозвался о фильме:

Моя книга называлась «Большая пайка», она не называлась «Олигарх». Она вообще про другое. Фильм представляет собой достаточно вольный, свободный пересказ того, что было в книге.
Такая же оценка фильму была дана и критиками, в частности, отмечалось, что сценарист А. Бородянский «отошёл от романа далеко», а в журнале «Коммерсантъ» киновед Михаил Трофименков даже поставил вопрос о профессиональной состоятельности режиссёра, «превратившего внятную и жестокую книгу в мешанину невнятных и необязательных эпизодов».
Дмитрий Быков, высоко оценивший книгу, фильм в журнале «Искусство кино» резко раскритиковал в рецензии «Лохотрон, или Водка из горлышка»:

Лунгин скомкал, почти убил тему распада дружеского круга, которая доминировала в «Большой пайке» и обеспечивала львиную долю её обаяния. Кроме истории Виктора Сысоева, данной в крайне беглом пересказе, ничто не напоминает о расплате четырёх друзей за внезапное обогащение. … Роман писался до изгнания Березовского, и задача у него была другая. Задача была — посмотреть, чем «новые русские» заплатили за свой взлёт. Экранизация делалась с совершенно другими целями.
Стоит отметить, что фильм не понравился и прототипу главного героя книги Борису Березовскому.

## Комментарии
1. ↑  Автор указывает циклом три романа: «Большая пайка», «Варяги и ворюги», «Меньшее зло» — но второй из них («Варяги и ворюги») не связан сюжетом или героями с первым и третьим — романом «Меньшее зло», в котором действуют персонажи «Большой пайки». При этом все три объединяет один эпиграф — из рассказа В. Шаламова «Заговор юристов».
2. ↑  В книге фамилия главного героя не называется. Но в экранизации 2002 года он — «Маковский».
3. ↑  Вчера в 12 часов дня на Востряковском кладбище был похоронен 48-летний заместитель директора АО «ЛогоВАЗ» Михаил Гафт, который являлся одним из основателей компании. 22 июля предприниматель упал с 5-го этажа своего дома… Директор «ЛогоВАЗа» Юлий Дубов рассказал корреспонденту Ъ, что был знаком с Гафтом уже 40 лет и они были большими друзьями. Обстоятельства гибели Дубов назвал нелепыми — Михаил Гафт, проживавший на улице Стасовой, забыл дома ключи и полез по канату с 6-го этажа к себе в квартиру на 5-м этаже, но сорвался.[16]
4. ↑  Автор, по его словам, использовал при написании книги отдельные фрагменты из мемуаров генерала Коржакова[18]
5. ↑  Жюри премии 2000 года: председатель — Олег Чухонцев, члены жюри — прозаик Галина Щербакова, критик Андрей Немзер, кинорежиссёр Валерий Тодоровский и издатель Геннадий Комаров.